# Sandër Prosi
Sandër Prosi, de son vrai nom Aleksandër Prosi, est un acteur albanais né le 6 janvier 1920 et décédé le 25 mars 1985. Il a interprété plus d'une centaine de rôles dans des films et au théâtre.

## Biographie
Né le 6 janvier 1920 à Shkodër en Albanie, Sandër Prosi déménage à Tirana avec sa famille lorsqu'il a quatorze ans.
Il commence des études dentaires à Vienne en Autriche, mais ne les termine pas. En 1947, Prosi participe à une compétition organisée par le Théâtre national d'Albanie, qu'il remporte. Entre 1962 et 1975, il enseigne à l'Académie des Arts d'Albanie.
Sa mort le 25 mars 1985 à Tirana crée une grande controverse en Albanie et plusieurs rumeurs, jamais confirmées, affirment qu'il s'agit d'un suicide.
En 2010, il reçoit à titre posthume le titre d'Honneur de la Nation du Président d'Albanie.